# Наприкінці ночі
«Наприкінці ночі» (тур. Gecenin Ucunda) — турецький телесеріал 2022 року у жанрі драми, мелодрами та створений компаніями TMC Film, Âlim Yapım. В головних ролях — Несліхан Атагюль, Кадір Догулу, Туба Унсал, Сарп Левендоглу, Зухал Олджай, Озге Оздер.
Перша серія вийшла в ефір 5 жовтня 2022 року.
Серіал має 1 сезон. Завершився 26-м епізодом, який вийшов у ефір 25 квітня 2023 року.
Режисер серіалу — Бариш Ерчетін.
Сценарист серіалу — Башар Башаран, Емре Оздур.

## Сюжет
Заради своєї дитини Маджіде готова піти на будь-які жертви. Вона намагається покращити своє життя та життя доньки. На їхньому шляху зустрічалося багато перешкод та труднощів. Але, попри складнощі, дівчина сподівається знайти щастя. Маджіде тридцять років, вона юрист, її мати народилася у багатій сім'ї, але багатство залишилося у минулому. Дівчині та її дочці доводиться жити у злиднях. Маджіде працює в банку. Якось, головна героїня вирішує продати антикваріат матері та переїжджає до Стамбула. По дорозі в нове місто в поїзді вона знайомиться з відомим чоловіком, на ім'я Ахмет Ішик. Незабаром дівчина познайомилася з братом Ахметом — Казимом. Побачивши Маджіде, Казим закохується у неї, в них зав'язуються таємні відносини.

## Актори та персонажі
| Актор            | Роль               |
| ---------------- | ------------------ |
| Несліхан Атагюль | Маджіде            |
| Кадір Догулу     | Казим Ішик         |
| Туба Унсал       | Нермін Ішик        |
| Сарп Левендоглу  | Ахмет Ішик         |
| Зухал Олджай     | Беррін Ішик Канбей |
| Озге Оздер       | Сара Коен          |
| Бертан Асллані   | Джихангір Ішик     |
| Каан Ташанер     | Мерт Ондеш         |
| Бестемсу Оздемір | Серра Пекдемір     |
| Левент Озділек   | Тунч Канбей        |
| Ебру Айкач       | Шермін             |
| Шенкан Гюлерюз   | Зафер Пекдемір     |
| Айсун Метінер    |                    |
| Гонджа Якут      | Ніл                |
| Алейна Озгечен   | Ясемін Канбей      |
| Керім Ільхан     | Джан Пекдемір      |
| Хазал Шенель     |                    |
| Сейда Байрам     | Хандан             |
| Джем Авнайм      |                    |
| Тугай Бахші      |                    |
| Уфук Тевге       |                    |
| Кузей Кая        |                    |
| Убейт Унал       |                    |
| Оя Унал          |                    |

## Сезони
| Сезон | Епізоди | Епізоди | Оригінальний показ | Оригінальний показ | Оригінальний показ |
| Сезон | Епізоди | Епізоди | Перший показ       | Останній показ     | Мережа             |
| ----- | ------- | ------- | ------------------ | ------------------ | ------------------ |
| 1     | 26      | 26      | 5 жовтня 2022      | 25 квітня 2023     | Star TV            |

## Рейтинги серій

### Сезон 1 (2022)
| Серія               | Рейтинг (TOTAL) | Рейтинг (AB) | Рейтинг (ABC1) |
| ------------------- | --------------- | ------------ | -------------- |
| 1.                  | 3.04            | 3.12         | 3.39           |
| 2.                  | 3,98            | 3.93         | 4.15           |
| 3.                  | 3.34            | 2.96         | 3.18           |
| 4.                  | 3.17            | 3.15         | 3.35           |
| 5.                  | 2.84            | 3.37         | 3.23           |
| 6.                  | 2.71            | 2.74         | 2,85           |
| 7.                  | 1,95            | 2.06         | 2.25           |
| 8.                  | 2.06            | 1.83         | 2.02           |
| 9.                  | 2.05            | 1.93         | 2.15           |
| 10.                 | 2.09            | 2.58         | 2.66           |
| 11.                 | 2.16            | 2.55         | 2.36           |
| 12.                 | 2,17            | 1,88         | 2,06           |
| 13.                 | 1,88            | 1,52         | 1,65           |
| 14.                 | 2,01            | 1,72         | 2,05           |
| 15.                 | 1,63            | 1,51         | 1,78           |
| 16.                 | 1,91            | 1,59         | 2,10           |
| 17.                 | 1,65            | 1,37         | 1,85           |
| 18.                 | 1,54            | 1,20         | 1,40           |
| 19.                 | 1,15            | 0,74         | 1,03           |
| 20.                 | 1,09            | 1,01         | 1,11           |
| 21.                 | 0,91            | 0,62         | 0,92           |
| 22.                 | 0,63            | 0,52         | 0,59           |
| 23.                 | 0,87            | 0,61         | 0,75           |
| 24.                 | 0,88            | 0,68         | 0,82           |
| 25.                 | 0,97            | 0,83         | 0,85           |
| 26. (фінал серіалу) | 0,78            | 0,49         | 0,71           |